# 김장중
김장중(1972년 1월 10일 ~ )은 이스트소프트의 사장이다.

## 수상
- 2008년 벤처코리아 벤처기업대상 벤처기업부문 대통령표창
- 2006년 대한민국 혁신 경영인 대상
- 2003년 미우라 아오키 어워드 해외특별상